# Panorama Guizhou International Women
A Panorama Guizhou International Women (oficialmente: Panorama Guizhou International Women's Road Cycling Race e em mandarim: 全景贵州女子国际公路自行车赛) é uma carreira ciclista feminina profissional por etapas que se disputa anualmente na província de Guizhou na China.
A carreira foi criada no ano 2018 e faz parte do Calendário UCI Feminino como concorrência de categoria 2.2.

## Palmarés
| Ano  | Vencedor         | Segundo      | Terceiro      |
| ---- | ---------------- | ------------ | ------------- |
| 2018 | Sheyla Gutiérrez | Daniela Gass | Hanna Tserakh |

## Palmarés por países
| País    | Vitórias |
| ------- | -------- |
| Espanha | 1        |